# Greater Kokstad
Greater Kokstad es un municipio local sudafricano situado en el distrito de Harry Gwala, en la provincia de KwaZulu-Natal.

## Superficie
Greater Kokstad tiene una superficie de 2680 km².

## Demografía
En 2022, tenía 81 676 habitantes, una densidad poblacional de 30,48 hab./km², y 22 736 viviendas.